# Irmhild
Irmhild je ženské křestní jméno germánského původu. Španělsko-italská varianta je Imelda.

## Nositelky jména Irmhild
- Irmhild Barz, saská lingvistka
- Irmhild Folgmann, německá doktorka medicíny
- Irmhild Schwarz, německá grafička a ilustrátorka
- Irmhild Wagner německá herečka

## Nositelky jména Imeldy
- Imelda Chiappa, italská cyklistka
- Imelda Concepcion, filipínská herečka
- Imelda Henry, irská politička
- Imelda Lambertini, italsko-dominikánský dětský světec ze 14. století
- Imelda Marcosová, první dáma Filipín
- Imelda May, irská zpěvačka
- Imelda Martínez, mexická zpěvačka
- Imelda Papin, filipínská zpěvačka
- Imelda Mary Read britská politička
- Imelda Roche, australská obchodnice
- Imelda Staunton, britská herečka
- Imelda Wiguno, indonéská badmintonistka